# Audrey Noir
Audrey Noir (Ventura, California; 29 de noviembre de 1987) es una actriz pornográfica y modelo erótica estadounidense.

## Biografía
Natural de la ciudad de Ventura, del estado de California, Aubrey Noir, nombre artístico de Mia Ali Coleman, había nacido en noviembre de 1987 en una familia con ascendencia nativoamericana (cheroqui y pies negros), irlandesa e iraní. A los pocos meses de edad se mudó con su familia a Texas, para regresar a California a los 5 años, creciendo en la localidad de Ojai. Con 7 años fue diagnosticada con síndrome de Asperger.
Cumplidos los 18 años acudió a la universidad y comenzó estudios en Psicología. Comenzó a realizar sus primeros trabajos como modelo erótica, llegando a formar parte de un calendario de chicas pin-up. Después empezó a centrarse en la faceta del modelaje fetichista y del BDSM, llegando a trabajar como modelo para la firma Kink.com, con la que acabaría debutando como actriz pornográfica en 2014, con 27 años.
Como actriz, ha trabajado con productoras como Jules Jordan Video, Girlfriends Films, Evil Angel, Devil's Film, Analized, Reality Kings, Wicked, Naughty America, Metro, Deeper, Brazzers, Kink.com, Hustler o Zero Tolerance, entre otras.
En 2017, para Hard X y junto a Avi Love y Quinn Wilde, grabó su primera escena de sexo interracial en Her 1st Interracial 4.
Hasta la actualidad ha rodado más de 100 películas como actriz.
Algunos trabajos suyos han sido Anal Pervs 2, Bi Popular Demand, Down With the Bush, Happy Tugs 13, Let's Bang The Babysitter 3, Naughty Girls From Next Door, POV Mania 5, Straight A Students o Transsexual Girlfriend Experience 4.